# جرارد گرانویرز
 جرارد گرانویرز (انگلیسی: Gerard Granollers؛ زاده ۳۰ ژانویهٔ ۱۹۸۹) یک تنیس‌باز اهل اسپانیا است.